# Ilescha
Die Ilescha (russisch Илеша, Большая Илеша, Иляша) ist ein rechter Nebenfluss der Pinega im Einzugsgebiet der Nördlichen Dwina in der Oblast Archangelsk und der Republik Komi in Nordwestrussland.
Die Ilescha hat ihren Ursprung in der Oblast Archangelsk an der Wasserscheide zwischen Pinega und Waschka. Sie fließt zuerst nach Osten und Süden und verläuft eine kurze Strecke auf dem Gebiet der Republik Komi, bevor sie wieder in die Oblast Archangelsk zurückkehrt. Sie fließt mit vielen Mäandern nach Südwesten, wendet sich dann jedoch nach Norden und trifft nach 204 km auf die nach Osten fließende Pinega.
Die Ilescha entwässert ein Areal von 2250 km² Fläche. Während der Schneeschmelze finden über das Jahr gesehen die größten Abflüsse statt.